# Pranger, Ptujska Gora
Pranger na Ptujski Gori je sramotilni steber oz. pranger, ki stoji na južnem robu trga pred Baziliko Marije Zavetnice s plaščem v naselju Ptujska Gora. Zgrajen je iz ptujskogorskega peščenjaka s piramidasto strešico s kroglo na temenu. Leta 2020 je bil razglašen za spomenik lokalnega pomena.

## Zgodovina
Pranger z letnico 1855, ki je vklesana na sprednjo stranico, stoji na trgu pod cerkvijo. Leta 1855 so ga izklesali po vzoru starejšega, ki bi glede na obliko sodil v 15. stoletje, in ga prestavili s tržnega na cerkveni prostor. Nič ne ovira domneve, da je posnet po razpadlem iz konca srednjega veka. Na fotografiji trga pod cerkvijo, ki jo je okrog 1890-1895 posnel Johann Winkler, se vidi pranger na južni strani baročnega stopnišča. Na ohranjeni votivni podobi iz leta 1741, pa se lahko vidi prosto stoječ pranger enake oblike kakor je sedanji ter tudi njegovo izvirno lokacijo ob lipi na južnem robu trga, kjer se trenutno nahaja, ko so ga tja prestavili ob prenovi trga leta 2000. Že Skrabar opiše izvirno lokacijo prvotnega »sramotnega kamna« ter tudi, da ima isto obliko kot prenovljeni leta 1855. Cesar Friderik III., tedaj še kralj Friderik IV., je Ptujski Gori že leta 1447 podelil pravico do letnega sejma, zato se je kraj začel razvijati v trg z lastnim tržnim sodstvom, pečatom in zastavo, tedenskimi tržnimi dnevi, sejmi in deželsko sodnijo.
Božjepotnik Kaukler v svojem vtisu o romanju o ptujskogorskem prangerju zapiše: »Romar, ozri se k stopnicam, ki vodijo v svetišče, poglej kamen na desni – veš li, da je to kamen sramote? Tatove in razbojnike so privezovali ob njega, da si jim lahko pogledal v lice – tatovom in razbojnikom. Tisoče oči se je obračalo v njihovo lice, in že zaradi tvojih grdih psovk, zaradi tvojih krivičnih pogledov, zaradi sramote same so zaslužili nebesa.« Tudi Stegenšek v spominskih črticah omeni »trški sramotilni kamen«, h kateremu so ob shodih in sejmih, ko je bilo zbranih največ ljudi, priklepali tatove, prepirljivce in obrekovalce, zato da bi vsi spoznali, kdo je hudoben in koga se naj izogibajo. Marsikoga je gotovo ta javna sramota poboljšala, druge pa je še globlje porinila v propad.